# Antwerp Port Epic 2022
L'Antwerp Port Epic 2022, quinta edizione della corsa e valida come prova dell'UCI Europe Tour 2022 categoria 1.1, si svolse il 6 giugno 2022 su un percorso di 181,4 km con partenza e arrivo da Anversa, in Belgio. La vittoria andò al belga Florian Vermeersch, il quale completò il percorso in 4h17'22", alla media di 42,29 km/h, precedendo i connazionali Gianni Vermeersch e Thibau Nys.
Sul traguardo di Anversa 67 ciclisti, dei 111 partenti, portarono a termine la competizione.

## Squadre e corridori partecipanti
| N.    | Cod. | Squadra                       |
| ----- | ---- | ----------------------------- |
| 1-7   | AFC  | Alpecin-Deceuninck            |
| 11-17 | IWG  | Intermarché-Wanty-Gobert      |
| 21-26 | LTS  | Lotto Soudal                  |
| 31-37 | BWB  | Bingoal Pauwels Sauces WB     |
| 41-47 | SVB  | Sport Vlaanderen-Baloise      |
| 51-56 | BTL  | Baloise Trek Lions            |
| 61-67 | ACA  | ARA Pro Racing Sunshine Coast |
| 71-77 | BCY  | BEAT Cycling                  |
| 81-87 | BEB  | Bolton Equities Black Spoke   |

| N.      | Cod. | Squadra                           |
| ------- | ---- | --------------------------------- |
| 91-97   | CGS  | China Glory Continental           |
| 101-107 | EHS  | Elevate p/b Home Solution Soenens |
| 111-117 | EVO  | EvoPro Racing                     |
| 121-127 | GDM  | Geofco-Doltcini Materiel Velo.com |
| 131-137 | MCT  | Minerva Cycling                   |
| 141-146 | STF  | Start Cycling Team                |
| 151-157 | TIS  | Tarteletto-Isorex                 |
| 161-167 | VWE  | VolkerWessels Cycling Team        |

## Ordine d'arrivo (Top 10)
| Pos. | Corridore          | Squadra     | Tempo    |
| ---- | ------------------ | ----------- | -------- |
| 1    | Florian Vermeersch | Lotto       | 4h17'22" |
| 2    | Gianni Vermeersch  | Alpecin     | a 5"     |
| 3    | Thibau Nys         | Baloise     | a 13"    |
| 4    | Jens Reynders      | Sport Vl.   | a 17"    |
| 5    | Adrien Petit       | Intermarché | s.t.     |
| 6    | Timo Kielich       | Alpecin     | a 26"    |
| 7    | Gerben Thijssen    | Intermarché | a 3'19"  |
| 8    | Arnaud De Lie      | Lotto       | s.t.     |
| 9    | Milan Menten       | Bingoal     | s.t.     |
| 10   | Andrea Pasqualon   | Intermarché | s.t.     |